# یادداشت‌های پیکویک
یادداشت‌های پیکویک (به انگلیسی: The Pickwick Papers) نام یک کتاب ادبی است که توسط چارلز دیکنز، نویسندهٔ اهل انگلستان نوشته شده‌است.این کتاب جزو آثار اولیه دیکنز،است.